# Dona Beija (personaje histórico)
Ana Jacinta de São José, más conocida como Dona Beija (2 de enero de 1800, Formiga-20 de diciembre de 1873, Bagagem) fue una influyente mujer del siglo XIX de Araxá, Minas Gerais.

## Historia
Ana Jacinta llegó a Araxá con su abuelo y su madre en 1805. A medida que crecía, la belleza de Ana causaba envidia en otras mujeres. A lo largo de su vida, Dona Beija, según se supo, enfureció a mujeres y hombres embelesados, por su gran belleza e influencia. Apasionada por el agricultor Manuel Fernando Sampaio (Antonio), Ana Jacinta se convirtió en su novia. El novio le dio el apodo de "Beija" haciendo una comparación con la dulzura y la belleza de la flor "Beijo".
En 1815, esta mujer joven y bella es secuestrada por el Oidor del Emperador, Joaquim Inácio Silveira da Motta, que estaba fascinado por su belleza. Durante dos años vivió como su amante en Vila do Príncipe Paracatu. Después de eso, regresa a Portugal y Ana Jacinta vuelve a Araxá al recibir la noticia de que su antiguo amor Antonio se iba a casar con otra.
Al llegar a Araxá, encontró un ambiente hostil. La sociedad local conservadora no la ve como una víctima, sino como una mujer seductora de conducta dudosa. Sin embargo, las mujeres de la ciudad, considerado un gran riesgo para los valores éticos de la época y, por tanto, se convirtió en una persona no deseada y marginada por las señoras de la sociedad.
Para vengarse de Antonio, porque él se casó con otra, Ana Jacinta decidió prostituirse y convertirse en la amante de todos los hombres que estaban casados con mujeres que la condenaron.
Con la ayuda de sus amigos, construyó una magnífica casa de campo, con la intención de instalar un prostíbulo de lujo allí, conocida como la "Finca de Jatoba". Dona Beija, según se supo, estaba cada noche con un hombre diferente si le pagaban bien, con la condición de ser capaz de decidir con quién dormir. Se hizo famosa, atraía a los hombres de regiones remotas, para cumplir con sus encantos: se cubre de dinero, joyas y piedras preciosas.
La leyenda dice que hay una "fuente de la jumenta" agua milagrosa, que le dio la juventud, la salud y la belleza a Dona Beija y donde se bañaba todos días. Cuenta que nunca Dona Beija olvidó a Antonio y que él era siempre su gran amor. Una noche, movido por la embriaguez, Antonio frecuentó "Chácara de Jatoba" y Dona Beija eligió pasar la noche con él, esta se quedó embarazada y dio vida a una niña, fruto del amor de Antonio y Beija.
Dona Beija quien ordenó matar a Antonio para vengarse de su familia que estaba en contra del romance entre su hijo y Doña Beija. Ella, acudió a los tribunales, pero sería puesta en libertad con la ayuda de sus fieles amigos.
Beija decidida irse de Araxá con su hija, a mediados de 1853, una procesión formada por los vagones bien talladas con el fin de transformar su vida, trasladándose al equipaje (Hoje Estrela do Sul).
Ella se fue a vivir en una casa grande con una zona de esclavos en la parte trasera. Dona Beija se adueñó de una minería también llegó a jugar y ganar mucho dinero con los diamantes encontrados. Beija llevó una vida virtuosa y discreta hasta su muerte, se dice que el 20 de diciembre de 1873, esta murió de tuberculosis debido a la intoxicación con metales utilizados en la minería de oro. Pero esta nunca encontró el diamante que buscaba. Cuenta la leyenda, que al pasar los años, un siglo después un niño que jugaba saltando en la "fuente de la jumenta", encontró un diamante más grande que el de "La Estrela do Sul", el diamante tan ambicionado por Beija, estuvo en su lugar, siempre esperando que ella lo recogiera.
El palacete de Dona Beija, su propio hogar, es hoy en día el museo de Dona Beija en Araxa, y la famosa "Chácara de Jatoba", lugar donde se prostituía, es hoy en día un convento de religiosas dominicas. Actualmente en el museo, que lleva su nombre no hay muchos objetos pertenecientes a la propia Ana Jacinta. Se trata principalmente de un museo que refleja la vida del siglo XIX en la región, pero es un punto de referencia obligatorio para quienes desean conocer más sobre este personaje y su entorno.

## Telenovela y Libro
Su vida inspiró varias novelas, entre ellas, Dona Beija, a feiticeira do Araxá (1957), de Thomas Leonardos, Vida em Flor de Dona Bêja (1957), de Agripa Vasconcelos, O Solar de Dona Beija, de Maria Santos Teixeira (1965), Dona Beja Nua e Crua o Dona Beija a Flor do Pecado, de Ângelo D'Ávila (1992) y Dona Beija, de Pedro Divino Rosa (Pedro Popó). Las dos primeras mencionadas fueron tomadas como base para el guion de la famosa telenovela Dona Beija, producida por la desaparecida cadena Rede Manchete. RCN Televisión de Colombia, hizo también su propia versión produciendo Doña Bella, la cual también tuvo una amplia popularidad.
Aunque parece que su apodo real fue Dona Beja, se la conoce mejor como Dona Beija. Así se la llama en algunas de las novelas y, especialmente, en la telenovela.

## Controversia
La figura de Dona Beija alcanzó notoriedad internacional a raíz de la telenovela que lleva su nombre. La trama retrata a su protagonista como una cortesana sensual, de vida azarosa y llena de aventuras, lo cual al parecer no fue del agrado de los descendientes de Ana Jacinta. 
En 1997, el periodista Pedro Popó, conocido por sus reportajes policiales y sus crónicas investigativas, publicó una nueva versión sobre su vida, después de haber entrevistado a sus descendientes. En 2011 apareció el ataúd de Doña Beija en Estrela do Sul, aunque hay que investigar mucho más al respecto.